# عزت‌الله ضرغامی (ارتشبد)
عزت‌الله ضرغامی (م. ۱۲۸۷ ش) نظامی ایرانی و ارتشبد ارتش شاهنشاهی ایران بود. ضرغامی از ۱۳۴۴ تا ۱۳۴۷ فرماندهی نیروی زمینی شاهنشاهی ایران را عهده‌دار بود.
عزت‌الله ضرغامی فرزند سرلشکر عزیزالله ضرغامی و پدر مهدی ضرغامی بود.
ضرغامی در سال ۱۳۰۸ از دانشکده افسری فارغ‌التحصیل شد. او در سال ۱۳۳۰ درجه سرتیپی را دریافت کرد. مدتی رئیس هیئت علمی دانشکده افسری، رئیس رکن یک ستاد و فرمانده لشکر خراسان بود. نهایتاً به قایم مقامی ستاد بزرگ شد و به درجه ارتشبدی رسید. سپس فرمانده نیروی زمینی و بازنشسته شد. پس از بازنشستگی به استانداری آذربایجان شرقی و سپس در دوره هفتم مجلس سنا سناتور شد.